# Hollister Jackson

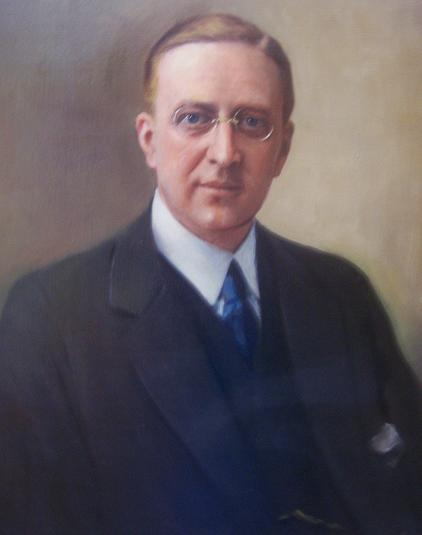
S. Hollister Jackson, 1927

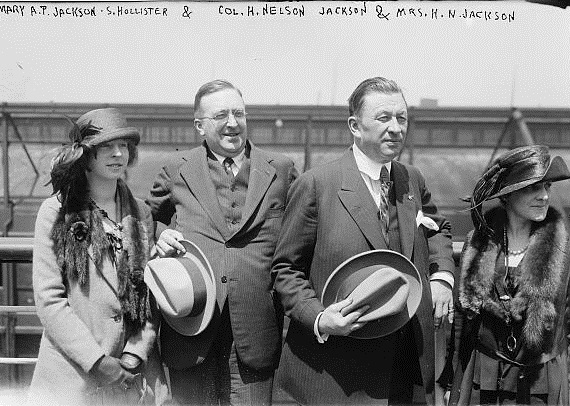
Hollister Jackson zusammen mit seinem Bruder H. Nelson Jackson und ihren Ehefrauen im Jahr 1922.

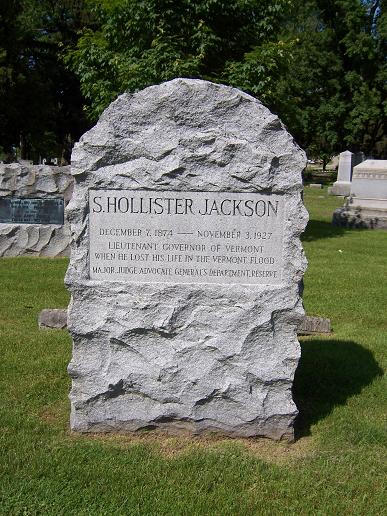
Grabstein von S. Hollister Jackson

Hollister Jackson (* 7. Dezember 1875 in Toronto; † 2. November 1927 in Barre (City), Vermont) war ein US-amerikanischer Anwalt und Politiker, der 1927 Vizegouverneur von Vermont war. Hollister ertrank während einer Überschwemmung in Folge des Neuengland-Hurrikans im Jahr 1927.

## Leben
Samuel Hollister Jackson wurde in Toronto geboren. Er erwarb Bachelor-Abschlüsse an der University of Toronto und der University of Vermont, studierte Rechtswissenschaften und bekam im Jahr 1900 seine Zulassung zum Anwalt. Anschließend arbeitete er als Anwalt in Barre (City), Vermont.
Im Jahr 1901 wurde er zum Grand Juror von Barre gewählt und arbeitete von 1904 bis 1906 als Staatsanwalt von Washington County. Als Abgeordneter saß er von 1906 bis 1907 im Repräsentantenhaus von Vermont. Mitglied der staatlichen Eisenbahnkommission war er von 1906 bis 1909, weiter bis zum Jahr 1913, nachdem sie die Kommission für den öffentlichen Dienst wurde. In der United States Army Reserve hatte er den Dienstgrad eines Majors inne und war Mitglied des Judge Advocate General’s Corps.
Jackson war Inhaber der E.L. Smith & Company, einem Granitsteinbruch, Präsident der Vermonter Zulassungsstelle für Anwälte, der Nationalen Vereinigung der Ganitproduzenten und Mitglied der Freimaurervereinigungen Shriners und Knights of Pythias.
Als Mitglied der Republikanischen Partei von Vermont gewann Jackson im Jahr 1926 die Wahl zum Vizegouverneur. Seine Amtszeit dauerte vom Januar 1927 bis zu seinem Tode im November desselben Jahres.
Während eines Hochwassers in Folge des Neu England Hurrikans am 2. November 1927 kam sein Auto ins Stocken, nachdem es beim Versuch, den steigenden Potash Brook in der Nähe seines Hauses in der Nelson and Tremont Street in Barre zu durchqueren, in ein tiefes Loch geriet. Nach Zeugenaussagen hatte Jackson seinen Hut und die Brille verloren und er wirkte benommen. Er versuchte sein Haus zu Fuß zu erreichen, doch das Wasser floss mit so großer Kraft, dass es einen Kanal in die unbefestigte Nelson Street gegraben hatte und ihn mit riss. In der Nähe Stehende versuchten vergebens ihn zu retten, genauso wie Mitglieder der Vermonter National Guard. Am nächsten Tag wurde seine Leiche aus dem Potash etwa eine Meile entfernt von dem Punkt geborgen, an dem er zuletzt gesehen wurde.
Jackson wurde im Familiengrab von William Wells auf dem Lakeview Cemetery in Burlington bestattet. Sein Bruder Horatio Nelson Jackson, verheiratet mit Bertha, der Tochter von Wells, war Arzt und wurde 1903 berühmt, als er zusammen mit seinem Mechaniker Sewall K. Crocker und dem Pitbull Bud in 63 Tagen als erster mit einem Auto von San Francisco nach New York City fuhr. Hollister Jackson war mit  Maude Parkyn Jackson (1874 – 1968) verheiratet, das Paar hatte zwei Kinder.